# Peter Hidien
Peter Hidien (Koblenz, 1953. november 14. –) német labdarúgó, hátvéd.

## Pályafutása
1972 és 1982 között a Hamburger SV labdarúgója volt, ahol két nyugatnémet bajnoki címet és egy kupagyőzelmet ért el. Tagja volt az 1976–77-es idényben KEK-győztes csapatnak. 1979–80-ban BEK-, 1981–82-ben UEFA-kupadöntős volt az együttessel. 1982 és 1984 között az SV Hummelsbüttel, majd a Vfl Pinneberg játékosa volt mielőtt befejezte az aktív játékot.

## Sikerei, díjai
Hamburger SV
- Nyugatnémet bajnokság (Bundesliga)
  - bajnok (2): 1978–79, 1981–82
- Nyugatnémet kupa (DFB Pokal)
  - győztes: 1976
  - döntős: 1974
- Bajnokcsapatok Európa-kupája (BEK)
  - döntős: 1979–80
- Kupagyőztesek Európa-kupája (KEK)
  - győztes: 1976–77
- UEFA-kupa
  - döntős: 1981–82
- UEFA-szuperkupa
  - döntős: 1977